# Alanşeyhi, Vezirköprü
Alanşeyhi là một xã thuộc huyện Vezirköprü, tỉnh Samsun, Thổ Nhĩ Kỳ. Dân số thời điểm năm 2010 là 1.307 người.